# Kathleen Rubins
Kathleen Hallisey „Kate” Rubins (ur. 14 października 1978) – astronautka NASA. Jest sześćdziesiątą kobietą, która odbyła podróż kosmiczną.
6 lipca 2016 roku wyruszyła na statku kosmicznym Sojuz MS-01 na Międzynarodową Stację Kosmiczną. Na Ziemię powróciła 30 października 2016 roku. Była członkiem 48 oraz 49 Ekspedycji na Międzynarodowej Stacji Kosmicznej. Drugi lot w kosmos odbyła na pokładzie statku Sojuz MS-17 - była członkiem 63 i 64 ekspedycji na ISS. Podczas obu misji odbyła po dwa spacery kosmiczne.
Stowarzyszenie Uczestników Lotów Kosmicznych (Association of Space Explorers) przyznało jej Universal Astronaut Insignia za lot orbitalny (nr 546).

## Wykaz lotów
| Loty kosmiczne, w których uczestniczyła Kathleen H. Rubins   | Loty kosmiczne, w których uczestniczyła Kathleen H. Rubins | Loty kosmiczne, w których uczestniczyła Kathleen H. Rubins | Loty kosmiczne, w których uczestniczyła Kathleen H. Rubins | Loty kosmiczne, w których uczestniczyła Kathleen H. Rubins | Loty kosmiczne, w których uczestniczyła Kathleen H. Rubins       | Loty kosmiczne, w których uczestniczyła Kathleen H. Rubins |
| Lp.                                                          | Data startu                                                | Statek kosmiczny                                           | Data lądowania                                             | Statek kosmiczny                                           | Funkcja                                                          | Czas trwania                                               |
| ------------------------------------------------------------ | ---------------------------------------------------------- | ---------------------------------------------------------- | ---------------------------------------------------------- | ---------------------------------------------------------- | ---------------------------------------------------------------- | ---------------------------------------------------------- |
| 1                                                            | 7 lipca 2016                                               | Sojuz MS-01                                                | 30 października 2016                                       | Sojuz MS-01                                                | inżynier pokładowy Sojuza oraz Międzynarodowej Stacji Kosmicznej | 115 dni 2 godzin 22 minut                                  |
| 2                                                            | 14 października 2020                                       | Sojuz MS-17                                                | 17 kwietnia 2021                                           | Sojuz MS-17                                                | inżynier pokładowy Sojuza oraz Międzynarodowej Stacji Kosmicznej | 184 dni 23 godziny 10 minut                                |
| Łączny czas spędzony w kosmosie - 300 dni 1 godzina 31 minut |                                                            |                                                            |                                                            |                                                            |                                                                  |                                                            |